# Kira Roessler

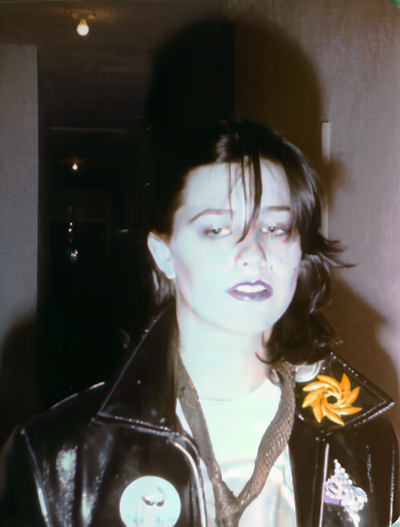
Kira Roessler (unbekanntes Jahr)

Kira Roessler (* 12. Juni 1962 in New Haven) ist eine US-amerikanische Bassistin und arbeitet als Toningenieurin für Film- und Fernsehproduktionen am Dialogschnitt.

## Leben
Ab 1969 lebte Roessler für drei Jahre auf Curacao oder Bonaire. Ihr Vater, der spätere Unterwasserfotograf Carl Roessler, arbeitete dort als Tauchlehrer. 1972 zog die Familie nach Los Angeles. Kiras Bruder, der spätere Komponist und Texter Paul Roessler, spielte dort Keyboard bei einer der ersten Punkgruppen der Stadt, den Screamers.
Kira Roessler spielte ab 1977 in der Umgebung von Los Angeles Bass in Musikgruppen wie Waxx, The Visitors, The Monsters, Sexsick und Twisted Roots. 1983 ersetzte sie den damaligen Bassisten der Band Black Flag, Chuck Dukowski. Ende 1985 trennte sie sich von Black Flag und gründete 1986 zusammen mit Mike Watt das mit zwei Bässen besetzte Duo Dos, in dem sie auch singt. Ihre 1987 mit Watt geschlossene Ehe wurde 1994 geschieden.
Für ihre Arbeit am Dialogton der HBO-Miniserie John Adams – Freiheit für Amerika erhielt sie 2008 zusammen mit anderen den Emmy in der Kategorie Outstanding Sound Editing for a Miniseries, Movie or a Special.
Bei der Oscar-Verleihung am 28. Februar 2016 erhielt Kira Roessler als Teil des Teams von Mark Mangini den Oscar für die beste Tonmischung im Film Mad Max: Fury road. Roessler arbeitete beim Haupt-Dialogschnitt (supervising sound editor) des Films.
2021 veröffentlichte Roessler unter dem Label Kitten Robot Records ihr erstes Solo-Album Kira. Das Werk wurde in Zusammenarbeit mit ihrem Bruder Paul Roessler produziert und umfasst 10 Songs.